# Antigua Hacienda de La Purísima Concepción
La Antigua Hacienda de La Purísima Concepción es un complejo arquitectónico mexicano ubicado en la ciudad de Pachuca, Hidalgo. Fue construida a mediados del siglo XVI por el metalúrgico Bartolomé de Medina y fue el sitio en que se inventó el método de patios, un sistema para la extracción de oro y plata a través del uso de mercurio. En 1988 fue catalogada como monumento histórico por el Instituto Nacional de Antropología e Historia. Actualmente el edificio pertenece a la Universidad Autónoma del Estado de Hidalgo y es usado como sede del Club Universitario Real del Monte.

## Historia
La Hacienda de la Purísima Concepción fue establecida a mediados del siglo XVI por Bartolomé de Medina, un metalúrgico español originario de Sevilla que viajó a Nueva España con la intención de iniciar su propio emprendimiento minero. Medina escogió asentarse en Pachuca, lugar donde se habían descubierto minas de plata en torno a 1551. Adquirió el terreno en que se establecería la hacienda en agosto de 1554, ubicado en las faldas del cerro de Magdalena y a las orillas del río Pachuca. En diciembre de 1554, Bartolomé de Medina desarrolló en la hacienda el método de patios, un sistema para la extracción de oro y plata a través del uso de mercurio, el cual se convirtió en el método de extracción más usado en el mundo durante los siguientes siglos.
La hacienda fue heredada por Lesmes de Medina, hijo de Bartolomé de Medina. Entre 1775 y 1781 la hacienda fue adquirida por Pedro Romero de Terreros, primer Conde de Regla. En 1810 la hacienda fue visitada por su nieto, José María Romero de Terreros, tras haber heredado sus propiedades. Sobre la Hacienda de la Purísima Concepción escribió: «En el barrio de Motolinica está ubicada la Hacienda de la Purísima, recientemente reedificada, y es de beneficio de metales; se halla sin ejercicio».
Tras la independencia de México, el Conde de Regla vendió casi todas sus propiedades, incluida la Hacienda de la Purísima, a una empresa londinense, que constituyó la Compañía de Aventureros de las Minas de Pachuca y Real del Monte, que fue adquirida por el gobierno mexicano en 1850. En 1906 fue vendida a la American Smelting and Refining Company (ASARCO). Para esta época el método de patios había sido reemplazado el método de cianuración como forma preferida para la extracción de oro y plata, dejando a la Hacienda sin su principal utilidad. ASARCO decidió reconvertir el edificio en un club deportivo. En 1947 los activos de ASARCO en México fueron adquiridos por el gobierno federal, que estableció la empresa paraestatal Compañía Real del Monte y Pachuca, que conservó su uso como club deportivo. Actualmente el edificio pertenece a la Universidad Autónoma del Estado de Hidalgo y es usado como sede del Club Universitario Real del Monte.